# Actinote diversa
Actinote diversa är en fjärilsart som beskrevs av Jordan 1913. Actinote diversa ingår i släktet Actinote och familjen praktfjärilar. Inga underarter finns listade i Catalogue of Life.